# Mistyka niderlandzka
Mistyka niderlandzka – mistyka chrześcijańska, która rozwinęła się na obszarze belgijsko-niderlandzkim i znalazła wyraz m.in. w dziełach staroflamandzkich i staroniderlandzkich. Decydujący wpływ na jej rozwój miała reforma zakonu cystersów i rosnąca liczba powołań zakonnych wśród kobiet, które uzyskiwały schronienie w zakonach cysterskich lub tworzyły własne niezależne formy życia zakonnego (jak beginki).

## Kobiety w mistyce niderlandzkiej
Zainicjowany za sprawą Bernarda z Clairvaux kult człowieczeństwa Chrystusa niebawem znalazł oddźwięk w ekstatycznych formach duchowości. Oprócz tego miał znaczy wpływ na rozwój kultu maryjnego i mariologii w średniowieczu, czego oddziaływanie trwa do dziś. Podobnie jak w Niemczech, tak i w Niderlandach kobiety „inspirowały duchownych i nimi kierowały”.

### Przedstawicielki mistyki niderlandzkiej
- Beatrycze z Nazaretu (1200-1268). W O siedmiu sposobach miłości zawarta jest istota jej nauki, która powstała pod wpływem Wilhelma z St. Thierry i Ryszarda ze św. Wiktora. Beatrycze w 1216 r. złożyła śluby wieczyste.
- Hadewijch pod wpływem pieśni miłosnych stała się mistyczką, gdyż pragnęła zjednoczyć się z Bogiem – w swoim dziele dokonuje szczegółowego opisu przeżycia mistycznego. Skupia się wokół tematu miłości, a opisy są tak sugestywne, że przyczyniają się do rozwoju teologii mistycznej. Wywarła spory wpływ na Eckharta, Małgorzatę Porete beginkę związaną z mistyką flamandzką.
- Maria z Oignies (1177-1213) – doświadczyła łask mistycznych, szczególne miejsce w jej życiu pełni Eucharystia, która umożliwia przeżycie mistyczne.

## Znaczenie Jana von Ruysbroaka w rozwoju mistyki niderlandzkiej
Jana Ruysbroecka (1293-1381) można uznać za głównego przedstawiciela mistyki niderlandzkiej. Jest najważniejszym systematykiem tego rodzaju przeżyć mistycznych na podstawie dzieła Chluba godów duchownych skupia się na Trynitarnej naturze Boga i uwidacznia rolę Boga Ojca, Syna Bożego i Ducha Świętego.
Realizacja mistycznej drogi dokonuje się, według niego, na trzech stopniach: w życiu czynnym, w życiu naznaczonym pragnieniem Boga i życiu kontemplacyjnym. Przyczynia się to do samospełnienia człowieka i oglądania Boga we wszystkich jego wymiarach.  Jednak nawet życie, w którym ogląda się Boga, nie jest jeszcze pełnią rozwoju. Przyczynia się to jedynie do wejścia w środek  tajemnicy i pogłębienia jej. Doświadczenia mistyczne nie sprawiają, że wszystko staje się oczywiste – jest wręcz odwrotnie. Często człowiek czuje się zagubiony. Ważne jest, by człowiek podążał za dynamicznymi wskazówkami Ducha Świętego i pośrednictwem Jezusa Chrystusa.
Okres oświecenia nie sprzyjał rozwojowi mistycznych form duchowości. Dlatego w tym okresie rozwój mistyki niderlandzkiej był nikły.

## Charakterystyczne cechy mistyki niderlandzkiej
Jan Ruysbroeck mówi o:
- Duszy, która poszukuje Boga. Szuka boskich śladów w sobie.
- Duszy, w której mieszka Bóg, jednocząc się z człowiekiem.
- Trójca Święta jest jednością.
- Bóg jest idealnym "obrazem", dążąc do tego ideału należy wyzbyć się wszelkich zewnętrznych obrazów.
- Dążenie do Boga to droga ku ciemności, która staje się światłem.
- Mistyk traci własne ja – ważny jest tylko Bóg, nic poza tym nie jest konieczne.
- Łaska, jako rodzaj kontaktu między Bogiem a człowiekiem
- Milczenie wyraża najwięcej – ma wprowadzić w Słowo[2].